# 漢來美食
漢來美食股份有限公司（Hi-Lai Foods Co., Ltd.）簡稱漢來美食，是一家臺灣的連鎖餐飲事業集團企業，總部位於高雄市前金區，於2003年創立，截至2020年底，全台已有19個品牌（45家餐廳）。

## 企業沿革
- 2003年，成立漢欣國際股份有限公司（漢來美食前身）。
- 2005年，與香港米其林星級餐廳「名人坊」簽訂品牌授權。
- 2006年，設立食安檢驗室及美山工廠。
- 2011年，更名為漢來美食股份有限公司。
- 2017年，漢來美食股票正式上櫃掛牌買賣(股票代號:1268)[2] 。

## 旗下品牌
| 品牌名稱          | 類型   | 品牌名稱     | 類型       | 品牌名稱        | 類型 |
| ----------------- | ------ | ------------ | ---------- | --------------- | ---- |
| 漢來海港          | 吃到飽 | 福園台菜     | 台菜       | 翠園粵菜/漢來軒 | 粵菜 |
| 漢來蔬食          | 蔬食   | 日本料理弁慶 | 日式料理   | 安那居          | 燉品 |
| 漢來名人坊        | 粵菜   | 上菜         | 川菜、粵菜 | 五梅先生        | 蔬食 |
| 紅陶/漢來上海湯包 | 湯包   | 潮之鍋物     | 火鍋       |                 |      |

## 關係企業
- 漢神百貨
- 國揚建設
- 漢神巨蛋
- 漢來大飯店

## 外部連結
- 漢來美食官網 （页面存档备份，存于）